# La cultura civica
La cultura civica o La cultura civica: atteggiamenti politici e democrazia in cinque nazioni è un libro di scienze politiche del 1963 di Gabriel Almond e Sidney Verba . Il libro è accreditato per aver reso popolare il sottocampo della cultura politica ed è considerato il primo studio sistematico in questo campo.

## Sinossi
Nel testo Almond e Verba esaminano i sistemi democratici di cinque paesi: Stati Uniti, Germania Ovest, Messico, Italia e Regno Unito. Vengono intervistate circa mille persone in ogni Paese per sapere cosa esse pensassero del governo e della vita politica. Secondo la loro definizione, la "cultura civica" (singolare) è "basata sulla comunicazione e sulla persuasione, una cultura del consenso e della diversità, una cultura che [permette] il cambiamento ma lo [modera]" (Almond e Verba 1963, 8). Essi considerano la cultura politica come l'elemento che collega gli atteggiamenti individuali con la struttura complessiva del sistema politico.
Essi identificano tre tipi di strutture politiche: partecipanti, sudditi e parrocchiali.
- I sistemi politici parrocchiali (parochials) sono rappresentati dalle società tribali hanno ruoli politici specializzati scarsi o nulli e basse aspettative di cambiamento politico. I loro membri concepiscono il loro ruolo politico in termini familistici, massimizzando il vantaggio della propria famiglia e considerandolo come l'obiettivo principale da perseguire. Tali membri hanno uno scarso orientamento affettivo e valutativo all'interno del sistema politico. Hanno una scarsa conoscenza del sistema politico in cui vivono e sono poco o per nulla informati.
- I sistemi politici sudditi (subjects) hanno cittadini con un elevato orientamento cognitivo, affettivo e valutativo nei confronti del sistema politico e dei risultati delle politiche, ma hanno un rapporto passivo distaccato verso le autorità politiche, con una relazione minima o nulla con i gruppi politici o con la partecipazione attiva. Le culture suddite sono le più compatibili con strutture politiche autoritarie.
- I sistemi politici partecipanti (participants) hanno cittadini che considerano la legge non semplicemente qualcosa a cui obbedire passivamente, ma qualcosa a cui contribuiscono a dare forma. Dimostrano piena consapevolezza dell'impatto del sistema politico sulle loro vite. I membri hanno un elevato orientamento cognitivo, affettivo e valutativo verso tutti e quattro i tipi di oggetti all'interno del sistema politico.[6]

Le culture civiche forti si distinguono per un solido sostegno al raggiungimento dell’omeostasi politica: l’equilibrio mediato ottimale tra molteplici forze contraddittorie, come nella tensione tra rispetto dei diritti individuali e preoccupazione per il bene pubblico, o quella tra efficacia governativa e capacità di risposta agli interessi dei cittadini. Pavone, 2014
Almond and Verba prendono in considerazione l'enfasi italiana sulla famiglia basandosi sul concetto di familismo amorale, così come descritto dal sociologo e antropologo Edward Banfield ( nel libro The Moral Basis of a Backward Society, 1958). Credevano che questo tipo di cultura impedisse all'Italia di sviluppare un verso e profondo senso di comunità e una cultura civile, necessaria per una democrazia partecipativa ed effettiva.

## Ricezione
Seymour Lipset ha scritto in The Democratic Century che Almond e Verba "hanno sostenuto in modo convincente che l'estensione della cultura civica poteva essere prevista da fattori strutturali e storici", ma che c'erano anche "prove evidenti che alcuni aspetti della cultura civica erano fortemente associati ai livelli di istruzione, oltre i confini nazionali".
La cultura civica è stata criticata per avere un "orientamento anglo-americano", con gli autori che affermavano che solo il Regno Unito e gli Stati Uniti possedevano capacità di stabilizzarsi in maniera democratica a lungo termine. I critici hanno anche espresso scetticismo sull'accuratezza della rappresentazione di una cultura basata su interviste individuali e sul fatto che l'approccio fosse "etnocentrico e più prescrittivo che oggettivo ed empirico". Verba concorda sul fatto che ci sia molto da criticare nel mettere le culture sullo stesso stampo, prestando troppo poca attenzione al contesto e alle strutture istituzionali degli altri paesi.
In una retrospettiva del 2015, Verba ha avanzato ulteriori critiche al suo lavoro, la più importante delle quali era l'ottimismo errato circa l'impatto dell'istruzione sulla cultura civica. La sua ipotesi, smentita negli ultimi 50 anni, era che una popolazione più istruita avrebbe creato un mondo più laico e razionale. Questo cambiamento ridurrebbe significativamente gli scontri basati su differenze religiose, razziali ed etniche. Numerosi altri studi avevano replicato le sue altre scoperte, ma Verba aveva sottolineato che la sua raccolta e analisi dei dati erano primitive rispetto a quanto avviene di solito in studi simili odierni. Questa critica non riguardava solo la tecnologia ma anche la metodologia, come la cura nel formulare domande comparabili in diverse lingue. Verba, 2015